# Мубарак ал-Кабир
Мубарак Ал-Кабир е едно от 6-те губернаторства (мухафази) на Кувейт. Има площ 100 кв. км и население 269 331 жители (по приблизителна оценка от декември 2018 г.). Разделено е на 11 окръга. Разположен е в часова зона UTC+3.